# Сырья (Архангельская область)
Сы́рья — деревня в Онежском районе Архангельской области. Входит в состав Чеку́евского сельского поселения.

## История
В 1924 году Му́дьюжская волость Онежского уезда Архангельской губернии была упразднена, а деревня Сырья вошла в состав Чекуевской волости. В 1929 году, после упразднения Чекуевской волости, Сырья вошла в состав Мудьюжского сельского совета Чекуевского района Северного края. В 1931 году Чекуевский район был упразднён, деревня Сырья вошла в состав Онежского района. С января 1963 года по январь 1965 года Мудьюжский сельский Совет входил в состав Плесецкого сельского района.
В XV—XVIII вв. существовал Сырьинский монастырь. В 2013 году объявлено о работах по восстановлению монастыря.

## Население
| 2002 | 2010 | 2012 |
| ---- | ---- | ---- |
| 30   | ↘25  | →25  |

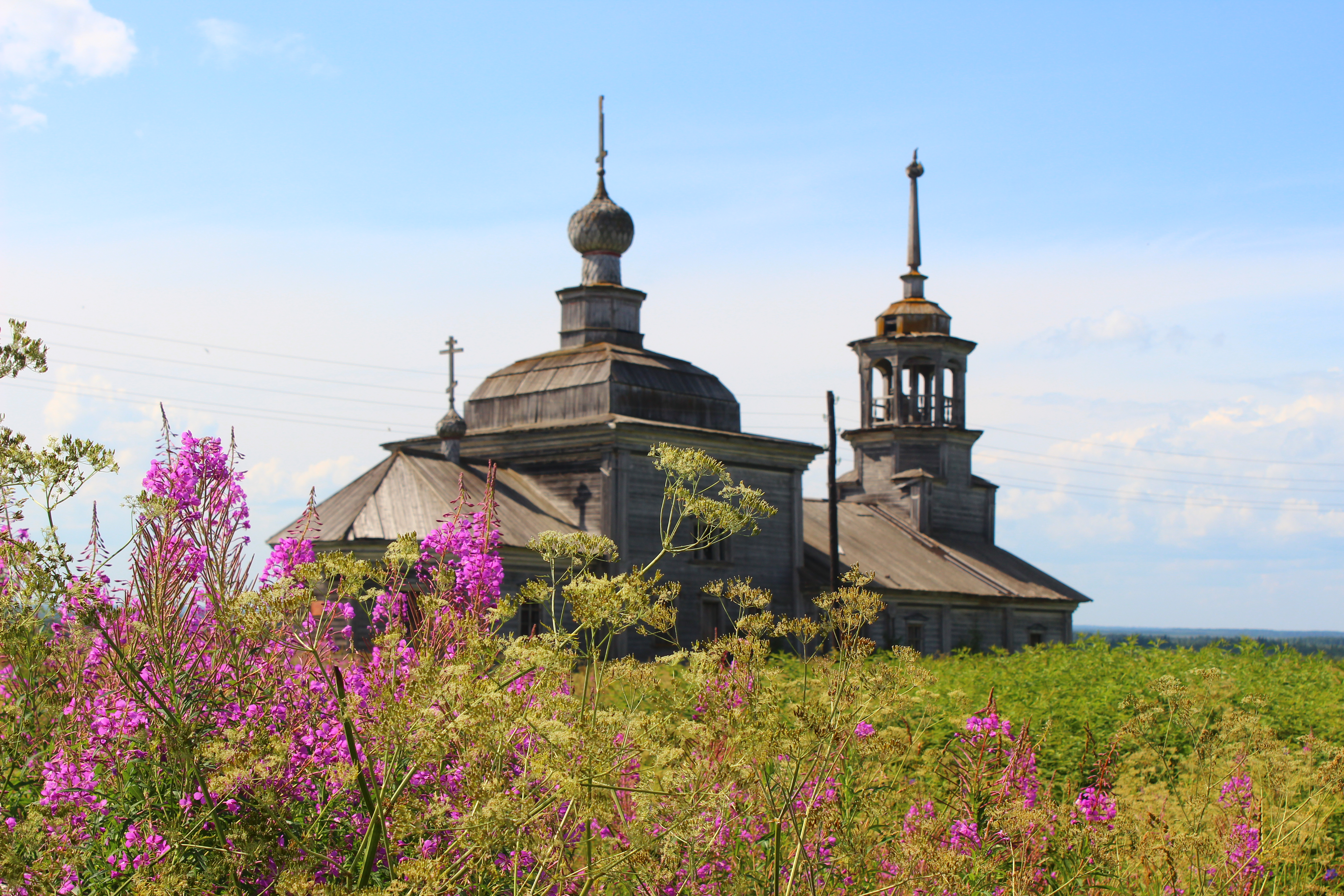
Никольская (Успенская) церковь (1867)
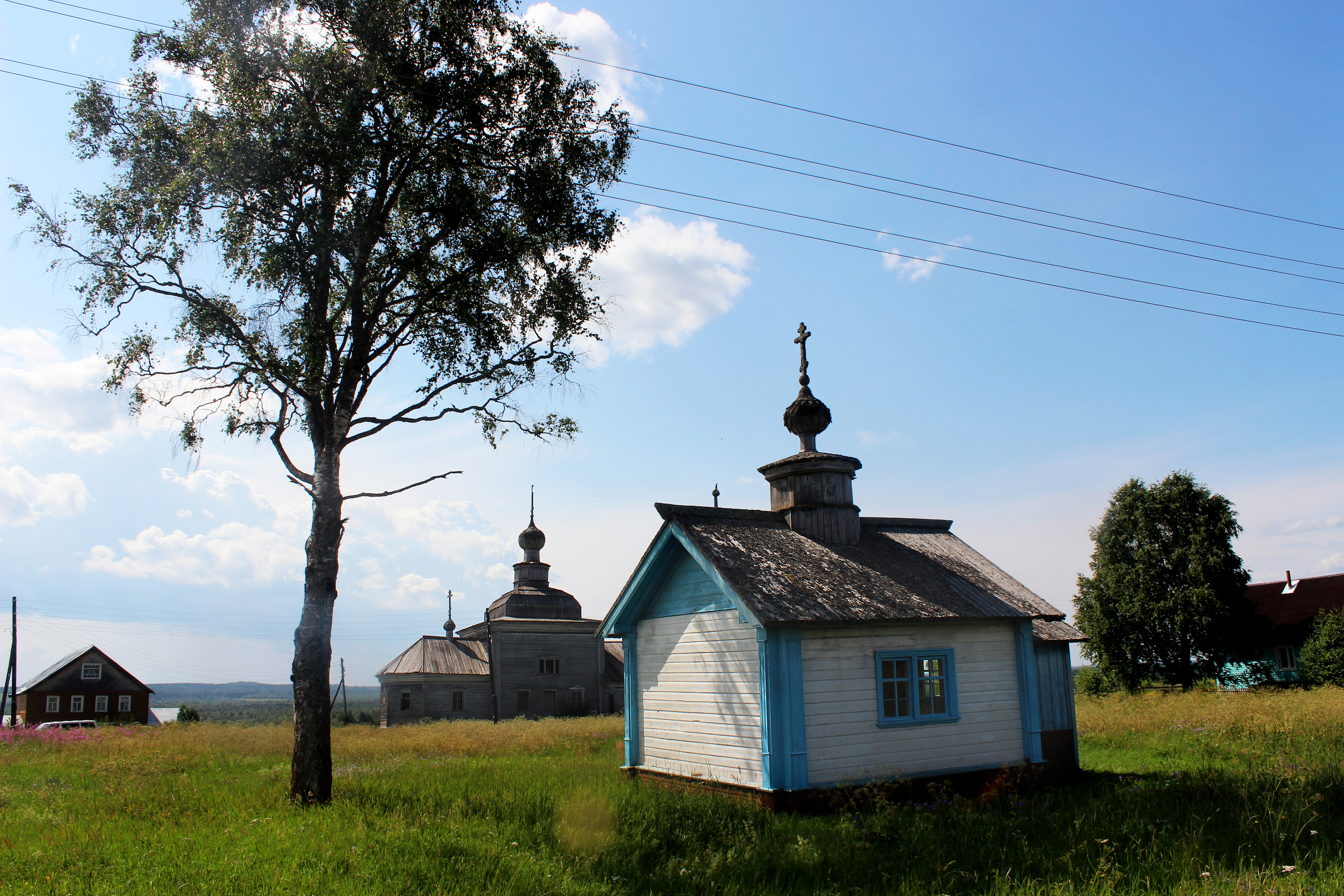
Кирилловская часовня (XIX век)

## Топографические карты
- Лист карты P-37-III,IV Онега. Масштаб: 1 : 200 000. Указать дату выпуска/состояния местности.